# May Sarton
May Sarton, pseudônimo de Eleanore Marie Sarton (Wondelgem, Bélgica, 3 de maio de 1912 — York, Maine, 16 de julho de 1995) foi uma poetisa e romancista estadunidense.
Sarton ganhou uma bolsa para Vassar, mas se sentiu atraído pelo teatro depois de ver Eva Le Gallienne atuar em The Cradle Song. Ela ingressou no Civic Repertory Theatre de Le Gallienne em Nova York e passou um ano trabalhando como aprendiz. No entanto, Sarton continuou a escrever poesia. Quando ela tinha dezessete anos, ela publicou uma série de sonetos em dezembro de 1930, alguns dos quais foram apresentados em seu primeiro volume publicado, Encounter in April (1937).